# 14567 Nicovincenti
14567 Nicovincenti eller 1998 MQ8 är en asteroid i huvudbältet som upptäcktes den 19 juni 1998 av LINEAR i Socorro County, New Mexico. Den är uppkallad efter Nicole Vincenti.
Asteroiden har en diameter på ungefär 3 kilometer.